# موش‌صاریغ آلستون
موش‌صاریغ آلستون (نام علمی: Marmosa alstoni) نام یک گونه از سرده موش‌صاریغ‌ها است.